# Schizophthirus pleurophaeus
Schizophthirus pleurophaeus – gatunek wszy z rodziny Hoplopleuridae. Powoduje wszawicę. Pasożytuje na koszatce leśnej (Dryomys nitedula), orzesznicy (Muscardinus avellanarius), żołędnicy europejskiej (Eliomys quercinus).
Samica wielkości 1,3 mm, samiec mniejszy wielkości 1 mm. Wszy te mają ciało silnie spłaszczone grzbietowo-brzusznie. Samica składa jaja zwane gnidami, które są mocowane specjalnym „cementem” u nasady włosa. Rozwój osobniczy trwa po wykluciu się z jaja około 14 dni. Pasożytuje na skórze. Występuje na terenie Europy.